# اخراج (فیلم)
اخراج (Excision) یک فیلم ترسناک آمریکایی محصول سال ۲۰۱۲ است که به کارگردانی ریچارد بیتس جونیور ساخته شده‌است. این فیلم اقتباسی بلند از یک فیلم کوتاه ۲۰۰۸ با همین نام است.
اخراج در جشنواره فیلم ساندنس ۲۰۱۲ به نمایش درآمد.

## بازیگران
- آنالین مک کرد به عنوان پائولین
- تریسی لردز به عنوان فیلیس
- آریل وینتز به عنوان گریس
- راجر بارت به عنوان باب
- جرمی سومپتر به عنوان آدام
- مالکوم مک داول به عنوان آقای کوپر
- متیو گری گابلر به عنوان آقای کلیبیگ
- مارلی متلین به عنوان آمبر
- ری وایز به عنوان مدیر کمپبل
- جان واترز به عنوان ویلیام
- مولی مک کوک به عنوان ناتالی
- ناتالی دریفوس به عنوان ابیگیل
- کول برنشتاین به عنوان کیمبرلی
- امیلی بیکس به عنوان برانا
- برنان بیلی به عنوان سباستین
- متیو فیحی به عنوان نیتن
- سیدنی فرانکلین به عنوان تیموتی

## بازخورد
وب سایت بازبینی جمعی راتین تومیتوز بر اساس ۲۱ بررسی از منتقدان، با میانگین امتیاز ۶٫۵ / ۱۰، به این فیلم ۸۱٪ امتیاز می‌دهد.